# Franz Rudloff
Franz Heinrich Rudloff (* 10. August 1807 in Hammermühle bei Chodziesen; † 26. Januar 1891 in Rogasen) war ein deutscher Gutsbesitzer und Politiker.
Rudloff war der Sohn eines Gutsbesitzers und evangelischer Konfession. Er lebte als Gutsbesitzer in Hammermühle, nach 1849 in Rogasen.
Vom 25. April 1849 (für Carl von Sänger) bis zum 18. Mai 1849 vertrat er den Wahlkreis 4. Provinz Posen (Wirsitz) in der Frankfurter Nationalversammlung. Im Parlament blieb er fraktionslos und stimmte mit dem Rechten Zentrum.